# Liste des ports de la Communauté Valencienne
Liste des ports de la Communauté valencienne, en Espagne. Ils donnent tous sur la Mer Méditerranée.

## Province d'Alicante
Altea
Port d'Altea  
Port "La Galera" (Altea) 
Port de L'Olla d'Altea (Altea) 
Port de Marina Greenwich (Altea) 
Alicante
Port d'Alicante   
Port "Costa blanca" (Alicante)
Port de Varadero R.Club de Regatas (Alicante)
Port de l'Île de Tabarca   
- Port "Les Bassetes" (Benissa)
- Port de Benidorm

Calp
Port de Calp  
Port "Port Blanco" (Calp) 
- Port "La illeta" (Campello)

Dénia
Port de Dénia
Port de la Marina Denia (en construction) 
- Port de Marina De Las Dunas (Guardamar del Segura)

Jávea
Port de Jávea  
Port de Nou Fontana(Jávea) 
- Port de Moraira (Teulada)

Orihuela
Port "Dehesa Campoamor" (Orihuela) 
Port "Cabo Roig" (Orihuela) 
- Port "Torre de la Horadada" (Pilar de la Horadada)
- Port de Santa Pola
- Port de Torrevieja
- Port de Villajoyosa

### Clubs Nautiques
- Real Club de Regatas de Alicante
- Real Club Náutico Denia : site officiel

## Province de Castellón

### Ports
- Port de Benicarló
- Port de Burriana
- Port de Castellón de la Plana
- Port de "Las Fuentes" (Alcocebre)
- Port d'Oropesa
- Port de Peñíscola
- Port de Vinaròs

### Clubs Nautiques
- Real Club Náutico de Castellón : créé en 1933, Site officiel

## Province de Valence
- Port de Cullera
- Port de Gandia
- Port "La goleta" (Oliva)
- Port del Perelló
- Port de Puebla De Farnals
- Port de "Siles" (Canet De Berenguer)
- Port Port Saplaya (Alboraya)
- Port de Valence
- Port de Sagonte

### Clubs Nautiques
- Real Club Náutico de Valencia